# Nine (Rapper)
Nine (* 9. September 1969 in New York; bürgerlich Derrick Keyes) ist ein US-amerikanischer Rapper. Der Künstlername bezieht sich auf sein Geburtsdatum (9. September 1969), seine Schuhgröße (US-Größe 9) und seine Glückszahl.

## Biografie
Musikalisch lässt sich Nine der sogenannten „East-Coast“-Szene zurechnen, die sich in den 1990er Jahren durch starke Jazz-Einflüsse auszeichnete. Typisch für ihn ist seine extrem tiefe, verrauchte Stimme. Der aus der Bronx stammende Musiker, der sich zunächst „Nine Double M“ bzw. „9 Double M“ nannte, wurde 1993 durch seinen Gastbeitrag zu Funkmaster Flex’ Track Six Million Ways to Die bekannt. 1991 war er bereits auf dessen F.A.L.L.I.N. (And You Can’t Get Up) zu hören.
Danach kam es zur Unterzeichnung eines Plattenvertrages bei dem heute nicht mehr existierenden Label Priority Records. Das Debütalbum Nine Livez erschien 1995 und erreichte, ebenso wie die zuvor ausgekoppelte Single Whutcha Want?, mittlere Platzierungen in den Billboard-Charts, der große Erfolg blieb aber aus. Auch das 1996er Album Cloud 9 brachte nicht den erwünschten Durchbruch.
Daraufhin zog sich Nine für einige Jahre aus dem Musikgeschäft zurück und widmete sich anderen Tätigkeiten, u. a. spielte er in einer Nebenrolle der Fernsehserie NY Undercover einen Verbrecher. In der zweiten Hälfte der 2000er Jahre kehrte Nine ins Business zurück und veröffentlichte mehrere Alben. Heute sind seine Alben weitgehend vergriffen, sie wurden nur in recht geringer Auflage produziert und sind seit längerer Zeit „out of print“.
Im Jahr 2013 war Nine neben Ferris MC auf dem Track Freakshow des deutschen Rappers Eko Fresh zu hören. Das Lied wurde nicht als Single veröffentlicht und war lediglich Bestandteil der Feature-EP, die dem Album Eksodus beilag.

## Diskografie
Alben
- 1995: Nine Livez

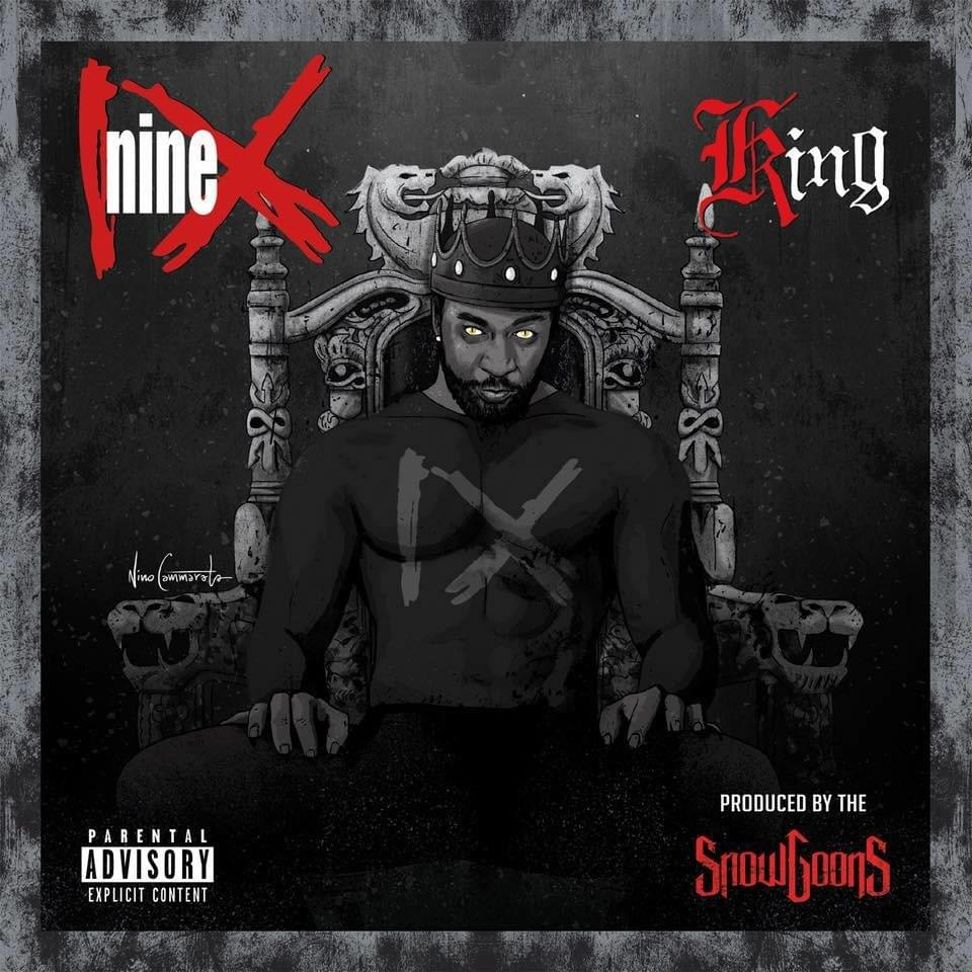
Cover des Albums King

- 1996: Cloud 9 (produziert von Rob Lewis)
- 2007: O.O.P.S. Vol II (Over Other Peoples Sh*t) (Mixalbum, Promo)
- 2007: Return of the Hardcore (Kompilation)
- 2009: Quinine
- 2011: SoN.Y. (13 mp3-Files)
- 2018: King (mit Snowgoons)

Singles
- 1991: F.A.L.L.I.N. (And You Can’t Get Up) (als Nine Double M, mit Funkmaster Flex)
- 1992: Go Bang (Can’t / Won’t / Don’t Stop) (The Masters of Funk feat. 9 Double M)
- 1994: Whutcha Want?
- 1995: Ova Confident
- 1995: Any Emcee / Tha Cypha / Whutcha Want? (Remix)
- 1995: Back Together Again (Full Force feat. Nine und Barbara Tucker)
- 1995: Make or Take
- 1996: Lyin’ King / Industry Party
- 1996: The Veteran / Rah Rah Nigga
- 1996: When the Shit Hits the Fan / Ghetto Near You
- 2000: It’s Ugly / Who Not Knowin’